# Великий Двор (Великодворське сільське поселення, Тотемський район)
Вели́кий Двор (рос. Великий Двор) — присілок у складі Тотемського району Вологодської області, Росія. Адміністративний центр Великодворського сільського поселення.

## Населення
Населення — 237 осіб (2010; 249 у 2002).
Національний склад (станом на 2002 рік):
- росіяни — 99 %